# Tall Ghazi
Tall Ghazi (arab. تل غازي) – wieś w Syrii, w muhafazie muhafazie Aleppo. W 2004 roku liczyła 51 mieszkańców.